# Вейманду
Вейманду (мальд. ވޭމަންޑޫ) — город на юге Мальдивской Республики, административный центр атолла Тхаа.

## Географическое положение
Город расположен на одном из 66 островов атолла Тхаа, находящегося в акватории Индийского океана. Абсолютная высота — 0 метров над уровнем моря.
Вейманду расположен на расстоянии приблизительно 225 километров к юго-юго-западу (SSW) от Мале, столицы страны.

## Население
По данным переписи 2006 года численность населения Вейманду составляла 928 человек, из которых мужчины составляли 51,7 %, женщины — соответственно 48,3 %.
Динамика численности населения города по годам:
| 1995 | 2000 | 2006 |
| ---- | ---- | ---- |
| 687  | 763  | 928  |

Население города по возрастному диапазону по данным переписи 2006 года распределилось следующим образом: 45,7 % — жители младше 18 лет, 16,5 % — между 19 и 25 годами, 35 % — от 26 до 64 лет, 2,8 % — в возрасте 65 лет и старше. Уровень грамотности населения составлял 96,76 %.

## Транспорт
Ближайший аэропорт — внутренний аэропорт Кадху.